# Floyd Fithian

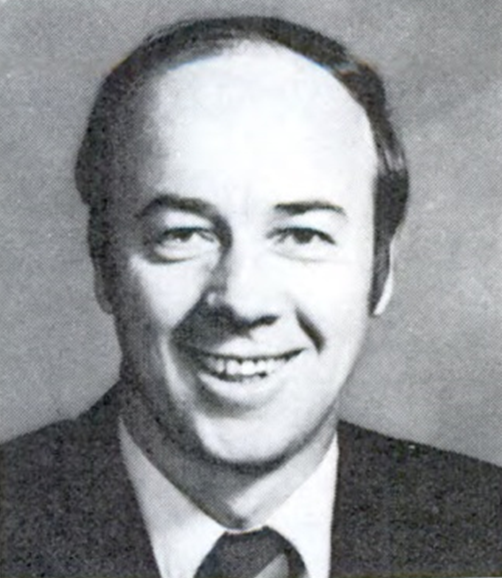
Floyd Fithian, 2013

Floyd James Fithian (* 3. November 1928 in Vesta, Johnson County, Nebraska; † 27. Juni 2003 in Annandale, Virginia) war ein US-amerikanischer Politiker. Zwischen 1975 und 1983 vertrat er den Bundesstaat Indiana im US-Repräsentantenhaus.

## Werdegang
Floyd Fithian besuchte bis 1947 die Vesta High School und dann bis 1951 das Peru State College, ebenfalls in Nebraska. Zwischen 1951 und 1955 diente er in der US-Marine. In diese Zeit fiel der Koreakrieg. Fithian blieb bis 1971 Mitglied der Marinereserve. Nach seiner Militärzeit setzte er seine Ausbildung bis 1964 mit einem Studium an der University of Nebraska fort. Anschließend arbeitete er als Lehrer und in der Landwirtschaft.
Politisch war Fithian Mitglied der Demokratischen Partei. Im Jahr 1972 kandidierte er noch erfolglos für den Kongress. Bei den Kongresswahlen des Jahres 1974 wurde er aber im zweiten Wahlbezirk von Indiana in das US-Repräsentantenhaus in Washington, D.C. gewählt, wo er am 3. Januar 1975 die Nachfolge des Republikaners Earl F. Landgrebe antrat, dessen Unterstützung für Präsident Richard Nixon während der Watergate-Affäre ihm im Wahlkampf sehr schadete. Nach drei Wiederwahlen konnte Fithian bis zum 3. Januar 1983 vier Legislaturperioden im Kongress absolvieren.
Im Jahr 1982 verzichtete Fithian auf eine erneute Kandidatur für das US-Repräsentantenhaus. Stattdessen kandidierte er für den US-Senat, doch er unterlag dem republikanischen Amtsinhaber Richard Lugar mit 46:54 Prozent der Stimmen. Später wurde er Mitglied im Stab von US-Senator Paul Simon aus Illinois. Floyd Fithian starb am 27. Juni 2003 in Annandale und wurde auf dem Nationalfriedhof Arlington beigesetzt.